# Vhäldemar
Vhäldemar est un groupe espagnol de power et heavy metal, originaire de Barakaldo, au Pays basque. Le groupe produit 3 CD et une démo en 2001.

## Histoire
Le groupe est formé en 1999 par le guitariste Pedro J. Monge et le chanteur et guitariste Carlos Escudero. Ils sont peu de temps après rejoints par le bassiste Oscar Cuadrado et, plus tard, d'Eduardo pour enfin compléter la formation. Martinez jouait auparavant dans un groupe de thrash metal local appelé Anarko. Le groupe enregistre son premier album intitulé Fight to the End aux RockStudios de Bilbao, avec Carlos Creator. L'album est masterisé aux New Sin Studios en Italie par Luigi Stefanini. L'album est publié en mars 2002 au label Arise Records.
Leur deuxième album, I Made My Own Hell,, est aussi enregistré aux RockStudios et publié par Arise Records en novembre 2003. Le style musical de l'album est comparé à celui de groupes comme Dio, Iron Maiden et Lost Horizon. En outre, certaines performances sont effectuées lors de festivals en soutien à l'album. Le groupe joue au Brésil, et leur album est élu élu meilleur album de heavy metal de l'année par Brigade Magazine. En mars 2007, le groupe est annoncé au Bilbao BBK Live Festival organisé les 21-22 et 28-29 juin à Bilbao, aux côtés de groupes comme Stone Sour et Within Temptation.
Leur troisième album, Metal of the World, est publié en téléchargement payant et sur CD par Stormspell Records en 2011. L'album est limité à 1 000 exemplaires. Leur quatrième album Shadows of Combat est publié le 1er mai 2013 et leur cinquième album Against All Kings est publié le 7 novembre 2017. Straight to Hell, le dernier album studio du groupe, sort en 2020 au label Fighter Records.

## Style musical
Le groupe joue du power metal classique, et il est très souvent comparé à Manowar et Gamma Ray,,,. Leurs chansons sont agressives et rapides.

## Membres

### Membres actuels
- Carlos Escudero - guitare rythmique (1999-2010), chant (depuis 1999)
- Pedro J. Monge - guitare, clavier (depuis 1999)
- Gontzal - batterie (depuis 2012)
- Adolfo WB - basse (depuis 2014)
- Jonkol Tera - clavier

### Anciens membres
- Oscar Cuadrado - basse (1999-2014)
- Edu Martinez - batterie (2001-2007)
- Álex de Benito - batterie (2007-2011)
- Aitor Lopez - guitare (2011-2012)